# Tjärnsjön, Värmland
Tjärnsjön är en sjö i Karlstads kommun i Värmland och ingår i Göta älvs huvudavrinningsområde. Sjön har en area på 0,342 kvadratkilometer och ligger 73 meter över havet. Sjön avvattnas av vattendraget Tjärnsälven (Näsälven).

## Delavrinningsområde
Tjärnsjön ingår i det delavrinningsområde (661499-138093) som SMHI kallar för Inloppet i Västra Örten. Medelhöjden är 106 meter över havet och ytan är 29,62 kvadratkilometer. Räknas de 5 avrinningsområdena uppströms in blir den ackumulerade arean 178,04 kvadratkilometer. Tjärnsälven (Näsälven) som avvattnar avrinningsområdet har biflödesordning 2, vilket innebär att vattnet flödar genom totalt 2 vattendrag innan det når havet efter 285 kilometer. Avrinningsområdet består mestadels av skog (47 procent), öppen mark (16 procent) och jordbruk (30 procent). Avrinningsområdet har 0,34 kvadratkilometer vattenytor vilket ger det en sjöprocent på 1,1 procent. Bebyggelsen i området täcker en yta av 0,18 kvadratkilometer eller 1 procent av avrinningsområdet.